# Svinnegarns kyrka
Svinnegarns kyrka en kyrkobyggnad som tillhör Tillinge och Södra Åsunda församling i Uppsala stift. Fram till 2006 hörde kyrkan till Svinnegarns församling som därefter uppgick i Södra Åsunda församling. 
Omkring en kilometer söder om kyrkan finns Svinnegarns källa som är en Sveriges mest berömda offerkällor. Under senmedeltiden var kyrkan en betydande pilgrimskyrka. Kyrkogården omges av en gråstensmur vars östra och västra del har varsin stiglucka, sannolikt uppförda under senmedeltiden. På en höjd vid prästgården stod tidigare en klockstapel vars grund fortfarande kan skönjas. I kyrkans vapenhus finns en inmurad runsten.

## Kyrkobyggnaden
Svinnegarns kyrka består av rektangulärt långhus med rakt avslutat kor i öster och en sakristia norr om koret. Vid långhusets västra kortsida finns ett lågt kyrktorn. Kyrkobyggnaden har en stomme av natursten, med tegel i torn, gavelrösten och omfattningar. Väggarna är putsade och genombryts av rundbågiga fönsteröppningar. Östra gaveln och sakristian har gavelrösten av tegel med blinderingar. Kyrkan täcks av ett sadeltak belagt med plåt. Två gravkammare för ätterna Falkenberg och Duwall finns inhysta under koret. Tidigare har ett pilgrimshärbärge funnits på kyrkvinden. Ingången till kyrkorummet går via tornet. I södra muren finns även en igenmurad korportal.

### Tillkomst och medeltida ombyggnader
Ursprungliga kyrkan i romansk stil uppfördes omkring år 1200 och var troligen gårdskyrka till den forna kungsgården Huseby. Av denna kyrka återstår delar av långhusets norra mur. Omkring år 1300 förlängdes kyrkan österut och omdanades till salkyrka. I östra gavelns norra del finns en korsformad blindering flankerad av två snedställda skålformade blinderingar som vittnar om detta byggnadsskede. Sakristian tillkom sannolikt då. Under tidsperioden 1450 till 1480 vidgades kyrkan åt söder och väster, detta på grund av den tilltagande vallfarten till källan. Kyrkan fick då sin nuvarande storlek och blev därmed mer än dubbelt så stor som tidigare. Samtidigt byggdes tegelvalv av munkar från Pommern och Mecklenburg. Valven försågs med kalkmålningar utförda av Albertus Pictor eller någon av hans lärjungar. Ovanför valven inreddes ett pilgrimshärbärge. Även ett vapenhus byggdes till i söder, men kom att rivas omkring 1770. Under början av 1500-talet uppfördes kyrktornet vid västra gaveln, som aldrig blev fullbordat.

### Senare ombyggnader
1602 eldhärjades kyrkan då yttertaket och de medeltida valven rasade. Kalkmålningarna förstördes liksom merparten av den medeltida inredningen. Valven återuppbyggdes inte utan ersattes med ett plant innertak av trä.
Åren 1737-1739 genomfördes en omfattande restaurering som till stor del präglar kyrkans nuvarande interiör. Fönsteröppningarna förstorades till sin nuvarande storlek. Pelarna som de medeltida valven vilat på höggs bort och i kyrkorummets hörn byggdes grova, rundade pelare. Troligen var det då som de medeltida målningarna kalkades över. Vid restaureringen tillkom vidare nuvarande bänkinredning, altaruppsats och predikstol.
Vid mitten av 1700-talet höjdes tornet och fick en överbyggnad klädd med nya brädor och spån.
Omkring år 1770 revs det medeltida vapenhuset i söder och 1808 igensattes ingången från det forna vapenhuset till kyrkorummet. Ingången ersattes med ett fönster. Åren 1826-1827 fick långhuset ett nytt yttertak.
En restaurering genomfördes åren 1950-1955 då ytterväggarna putsades om och ett plåttak lades på långhusets södra sida. Långhusets norra sida och tornet fick plåttak redan 1891. Blinderingar togs fram, likaså togs yttre portalomfattningar i väster och söder fram och markerades. Interiören kalkades om.

## Inventarier
- Dopfuntens cuppa härstammar från 1200-talet. På 1700-talet höggs ornamenteringen bort och funten försågs med målningar.
- Tre träskulpturer finns kvar från ett passionsaltarskåp från omkring 1500.
- Väster om predikstolen finns en större träskulptur från omkring år 1450. Skulpturen föreställer ett kvinnligt helgon, sannolikt Katarina av Alexandria.
- En träskulptur från första hälften av 1600-talet föreställer en evangelist och kan ha tillhört en tidigare predikstol.
- Predikstolen är skänkt till kyrkan någon gång 1738-1739 av Henrik Falkenberg. Korgen tillhör en tidigare predikstol från 1590-talet utförd av Hans Kantenitz.
- Altaret pryds av en oljemålning som skildrar Jesu uppståndelse. Tavlan skänktes till kyrkan av Henrik Falkenberg samtidigt med predikstolen.
- Altarkrucifixet tillverkades 1980 av Håkan Fryklund.
- I koret står en brudbänk vars gavlar har tillhört en medeltida korstol.
- En offerstock som legat vid offerkällan finns numera på Historiska museet.
- I tornet hänger två kyrkklockor. Storklockan göts om 1701 och 1751. Senast göts den om 1839 av Samuel Christipher Grönwall. Lillklockan göts 1701 av Gerhard Meyer.

### Orgel
Den nuvarande orgeln byggdes 1769 av Carl Wåhlström, Stockholm. Orgeln är mekanisk med slejflåda och har ett tonomfång på 49/20. Orgeln är stämd i korton. 1846 satte Pehr Gullbergson, Lillkyrka in Fugara 8' istället för Scharff III. 1957 restaurerades orgeln av Bröderna Moberg, Sandviken.
| Manual          | Pedal   |
| Fugara 8'       | Bihängd |
| Gedact 8'       |         |
| Principal 4'    |         |
| Spetz Fleute 4' |         |
| Qvinta 3'       |         |
| Octava 2'       |         |
| Trompet 8' B/D  |         |
| Trompet 4' B    |         |

## Bildgalleri

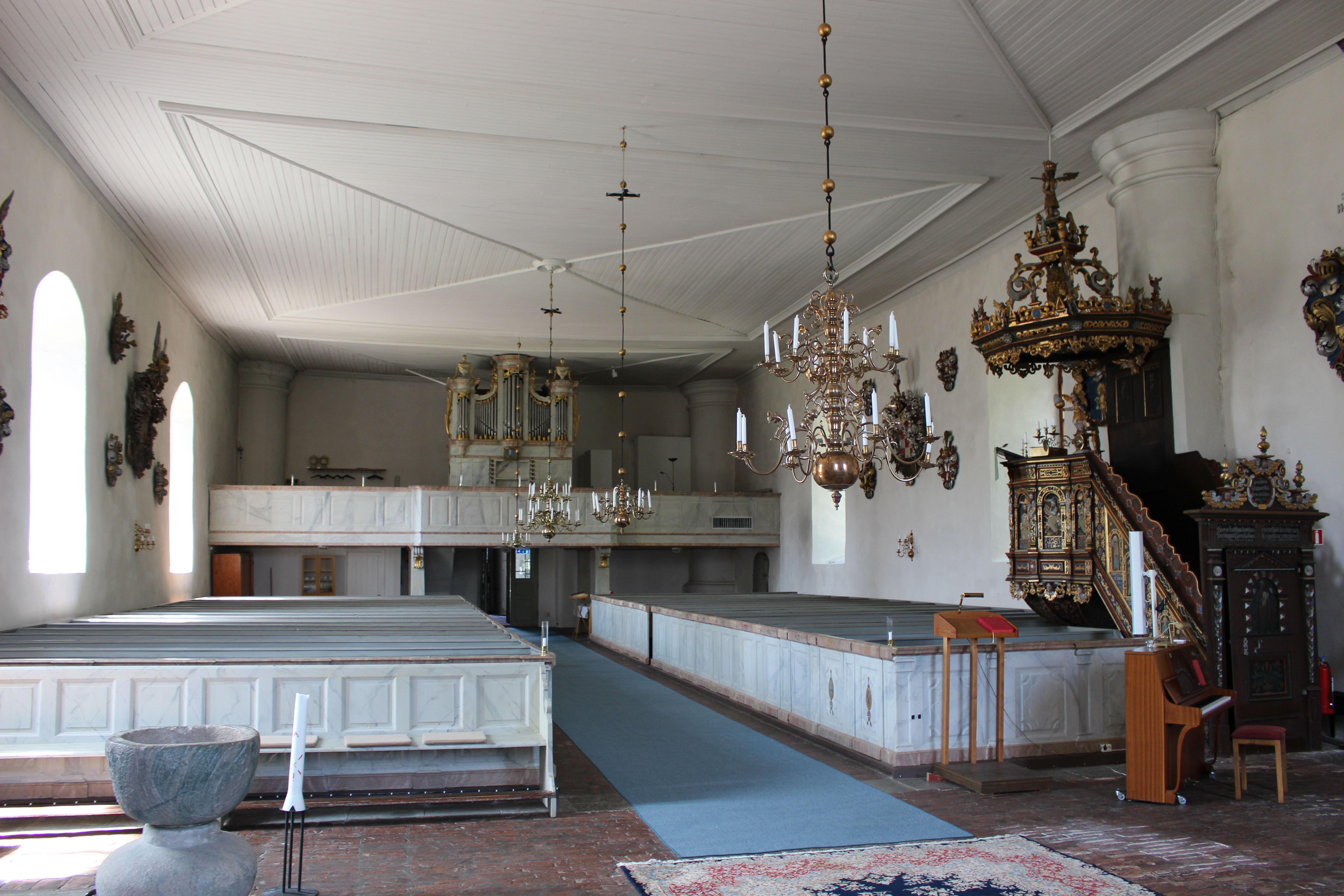
Kyrkorum mot väster
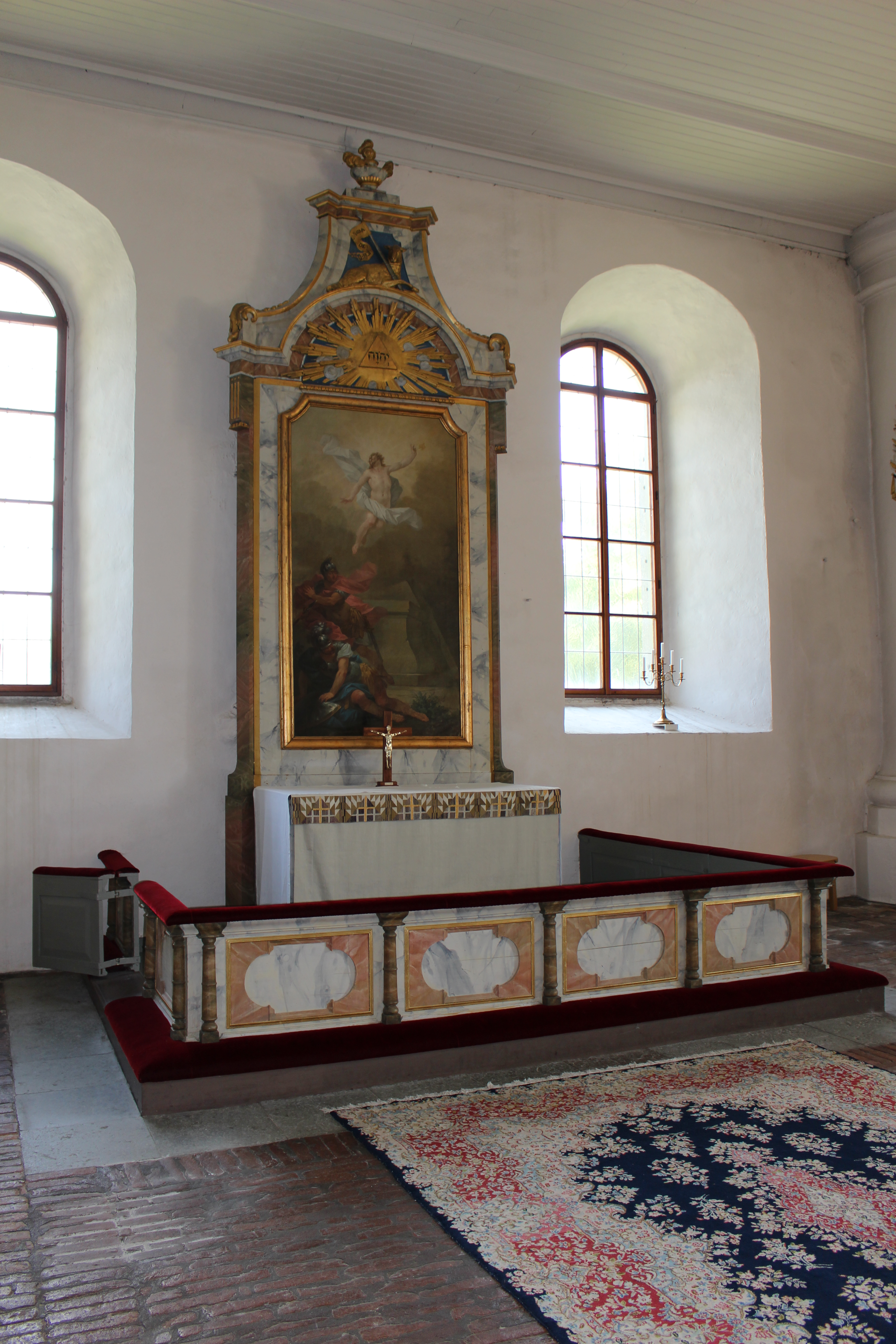
Altaruppsats
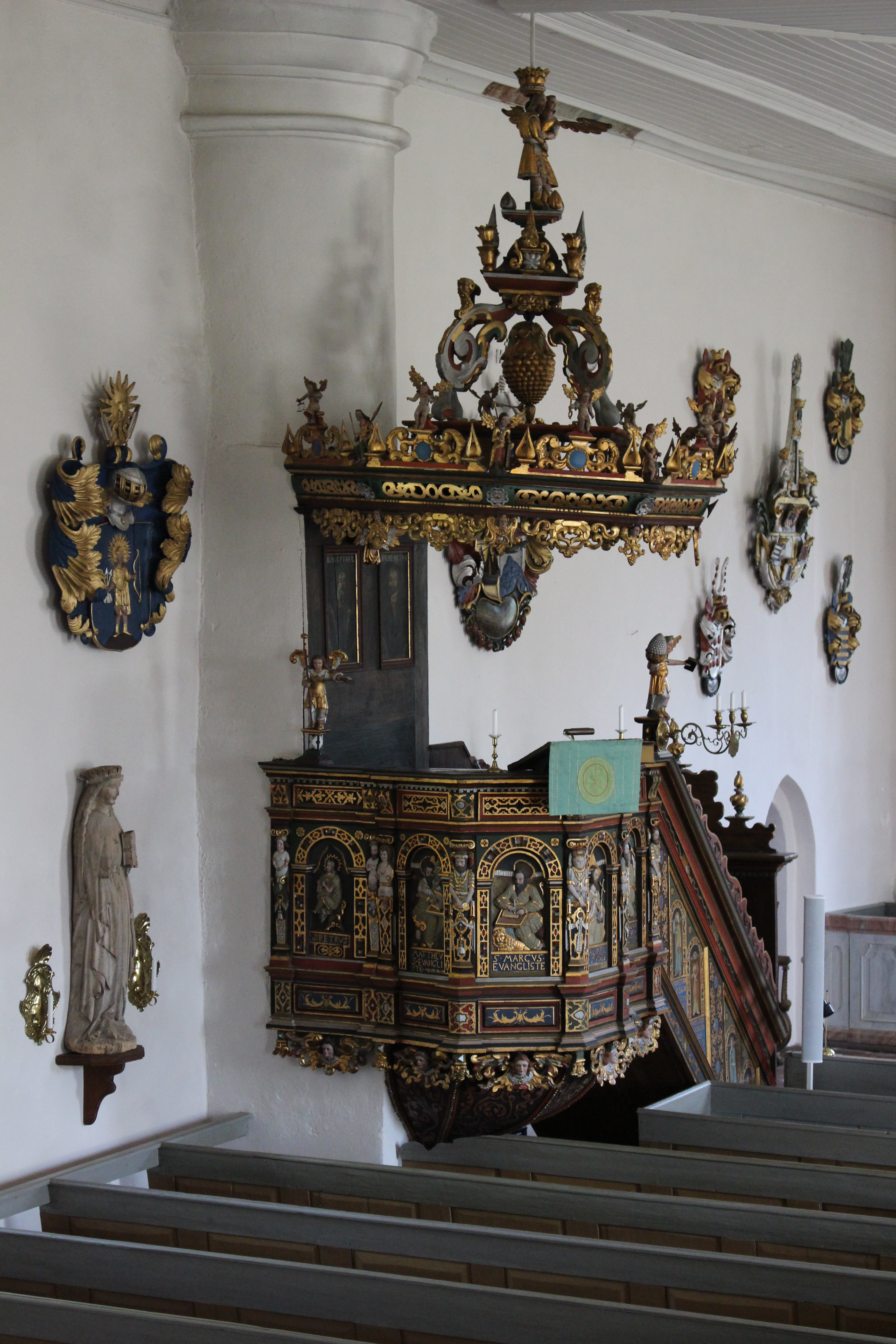
Predikstol
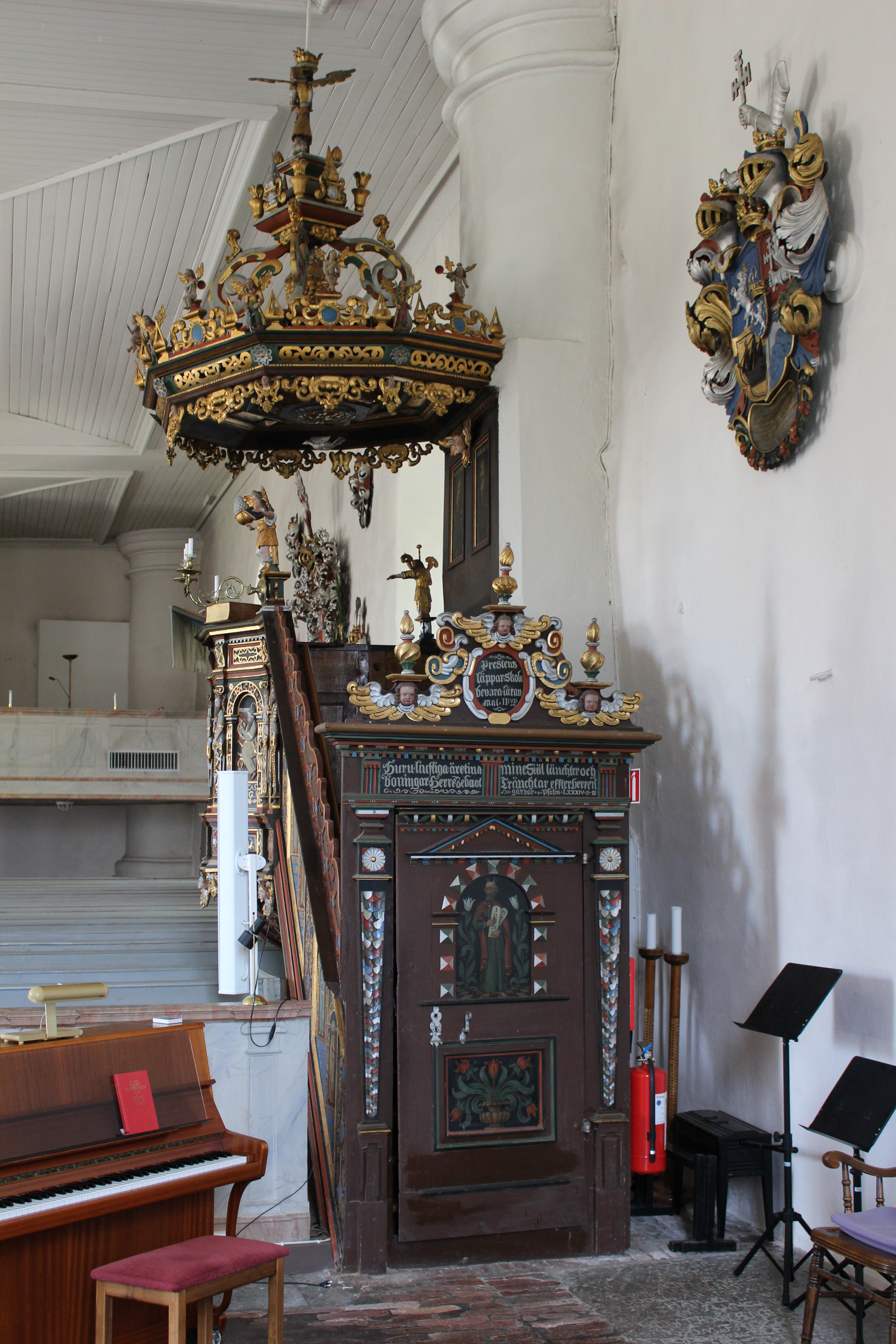
Predikstolens dörr
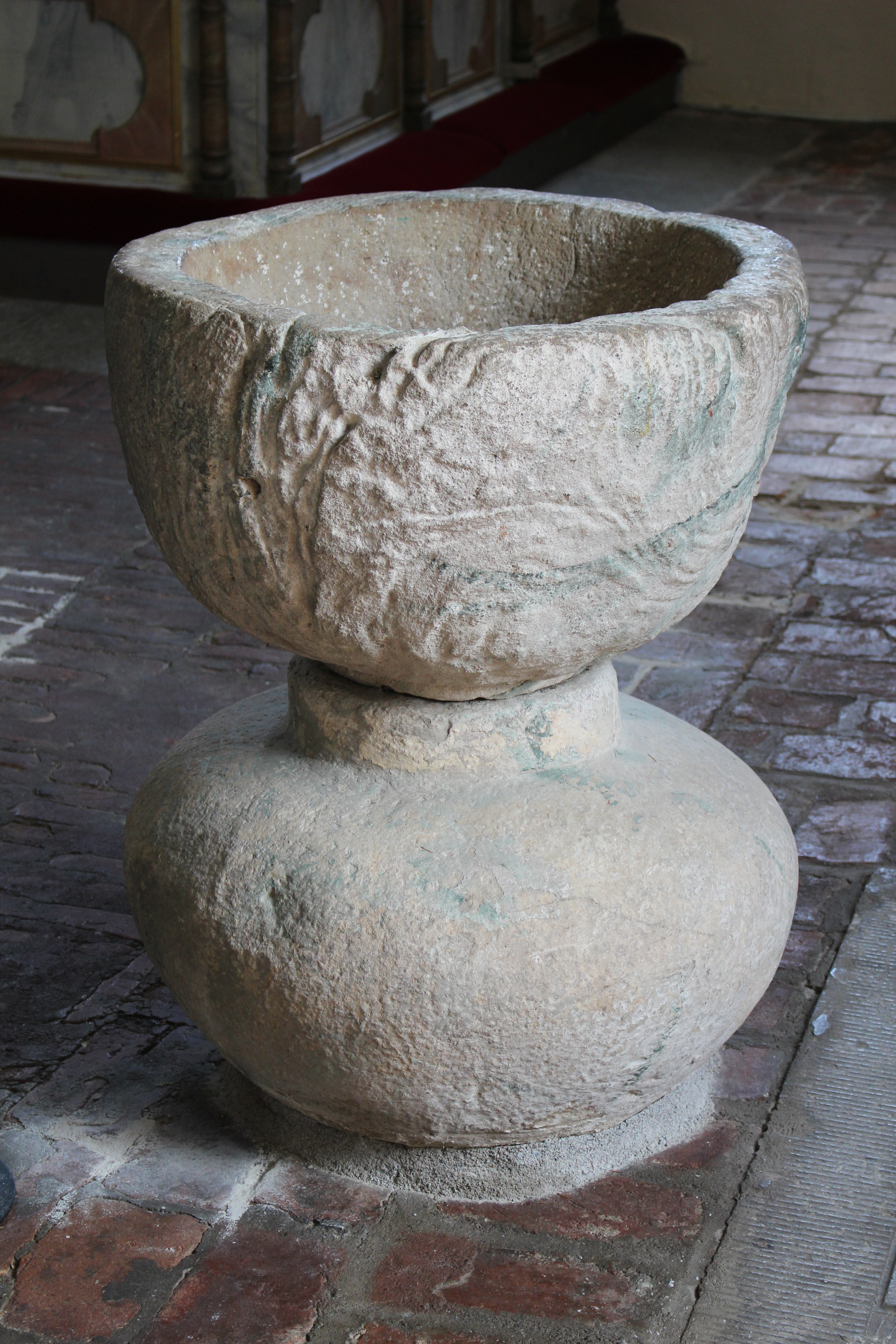
Dopfunt
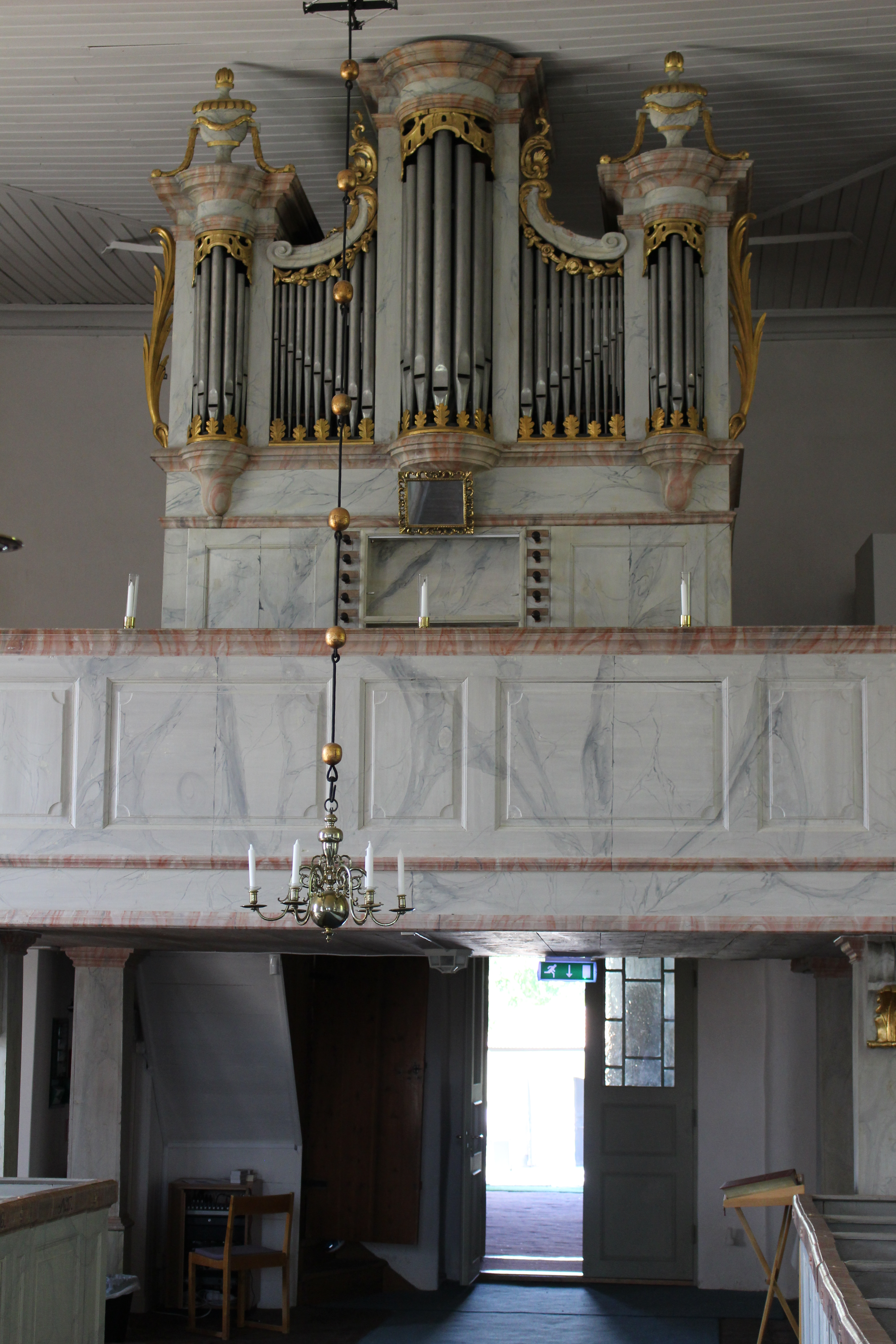
Orgel